# 西港仔堡
西港仔堡，是台灣南部自清治時期至日治初期的一個行政區劃，其範圍即今台南市的七股區南部、佳里區西南部、西港區全部、安定區西部及安南區北部。
西港仔堡西邊瀕臨台灣海峽，北邊為蕭壠堡、佳里興堡，東邊為蔴荳堡、安定里東堡，南邊為外武定里。
在明鄭時期原為永定里 ，清治以後改名為安定里，後又拆分東西兩堡，而安定里西堡之後再分為西港仔堡、蕭壠堡、漚汪堡。

## 管轄街庄
西港仔堡共轄23個庄：
- 今七股區境內：大藔庄、三股仔庄、樹仔腳庄、竹仔港庄、七十二份庄、十份塭庄
- 今佳里區境內：塭仔內庄
- 今西港區境內：西港仔庄、中州庄、南海埔庄、大塭藔庄、劉厝庄、下宅仔庄、後營庄、檨仔林庄、八份庄
- 今安定區境內：管藔庄、海藔庄、新吉庄
- 今安南區境內：公親藔庄、學甲藔庄、青草崙庄、土城仔庄